# Czechy (Środa Śląska)
Pour les articles homonymes, voir Czechy.
Czechy est une localité polonaise de la gmina de Kostomłoty, située dans le powiat de Środa Śląska en voïvodie de Basse-Silésie.